# Nomada taraxacella
Nomada taraxacella là một loài Hymenoptera trong họ Apidae. Loài này được Cockerell mô tả khoa học năm 1903.